# Сураки (уцмий)
Сураки (Эмир Сураки) — уцмий Кайтага в конце XIV века. Сын уцмия Амир-Чупана.

## Биография
Согласно древней хронике «История Маза», отец Сураки Амир-Чупан назван потомком рода Хамзы, дяди пророка Мухаммада.
О Сураки известно немногое из-за того, что он жил в период нашествия тимуридов, которые погрузили уцмийство в хаос.
Нашествие Тимура сокрушило Кайтаг, который перед этим находился на своем пике, включая территории от Самура до Тарков.
Амир-Чупан и его потомки надолго обосновались в землях около Самура. Походы Тимура подвластных им территории не задели. После смерти Амир-Чупана власть перешла к его сыну Сураке, правление которого закончилось расколом в среде местной верхушки.
Во время походов Тимура в Кайтаг в 1395—1396 годах целиком был истреблен уцмийский род, и, по мнению профессора Расула Магомедова, ветвь Амир-Чупана — единственная уцелевшая после геноцида.

Они были возвращены на родину в Кайтаг где-то в первой половине XV века:
«с согласия жителей и по инициативе „кадиев и больших людей“. С одной стороны, они были как бы „живым символом“ благополучных дотимуровских времен — эпохи величия „Страны Кайтагской“, а с другой строны, растущим кайтагским общинам нужен был арбитр и военачальник, авторитет которого освящен традицией и религиозным преминем (и поэтому обязателен для всех). Его действия предотвратят междоусобицы, сплотят перед лицом внешнего врага. Ведь по сравнению с XIV в. Кайтаг сильно ослабел».
Расул Магомедов, проанализировав данные из различных древних текстов, пришёл к выводу, что после смерти Сураки его сын Мухаммад и внук Амир-Чупан II были вытеснены из бассейна Самура феодальной группировкой «мехтаров». Позднее источники фиксируют имена Амир-Чупана II, его сына Султан-Мухаммада и его внука Уллубия.